# Sportgemeinschaft Dynamo Dresden 2009-2010
Questa voce raccoglie le informazioni riguardanti la Sportgemeinschaft Dynamo Dresden nelle competizioni ufficiali della stagione 2009-2010.

## Stagione
Nella stagione 2009-2010 il Dinamo Dresda, allenato da Ruud Kaiser e Matthias Maucksch, concluse il campionato di 3. Liga al 12º posto. In Coppa di Germania il Dinamo Dresda fu eliminato al primo turno dal Norimberga.

## Rosa
| N. |                     | Ruolo | Calciatore        |
| -- | ------------------- | ----- | ----------------- |
| 1  | Germania (bandiera) | P     | Axel Keller       |
| 3  | Germania (bandiera) | D     | Volker Oppitz     |
| 4  | Germania (bandiera) | D     | Philipp Zeiger    |
| 5  | Germania (bandiera) | D     | Thomas Hübener    |
| 6  | Lituania (bandiera) | D     | Markus Palionis   |
| 7  | Germania (bandiera) | C     | David Solga       |
| 8  | Germania (bandiera) | C     | Timo Röttger      |
| 9  | Norvegia (bandiera) | A     | Tore Gundersen    |
| 11 | Germania (bandiera) | C     | Gerrit Müller     |
| 13 | Germania (bandiera) | P     | Benjamin Kirsten  |
| 14 | Germania (bandiera) | C     | Maik Kegel        |
| 15 | Germania (bandiera) | D     | Florian Jungwirth |
| 16 | Germania (bandiera) | C     | Tony Schmidt      |
| 17 | Germania (bandiera) | C     | Lars Jungnickel   |
| 18 | Germania (bandiera) | D     | Jonas Strifler    |
| 19 | Germania (bandiera) | A     | Richard Schöne    |

| N. |                      | Ruolo | Calciatore            |
| -- | -------------------- | ----- | --------------------- |
| 20 | Germania (bandiera)  | C     | Christian Mikolajczak |
| 21 | Germania (bandiera)  | A     | Halil Savran          |
| 22 | Germania (bandiera)  | C     | Mirko Soltau          |
| 23 | Germania (bandiera)  | C     | Sascha Pfeffer        |
| 24 | Germania (bandiera)  | P     | Oliver Birnbaum       |
| 25 | Germania (bandiera)  | C     | Robert Koch           |
| 26 | Germania (bandiera)  | C     | Maik Wagefeld         |
| 27 | Germania (bandiera)  | C     | Ronny Nikol           |
| 28 | Germania (bandiera)  | D     | Christoph Klippel     |
| 29 | Germania (bandiera)  | C     | Aleksandro Petrovic   |
| 30 | Germania (bandiera)  | C     | Oliver Merkel         |
| 31 | Germania (bandiera)  | A     | Paul Walther          |
| 32 | Germania (bandiera)  | D     | Cataldo Cozza         |
| 33 | Rep. Ceca (bandiera) | A     | Pavel Dobrý           |
| 34 | Germania (bandiera)  | D     | Benjamin Girke        |
| 36 | Germania (bandiera)  | D     | Sepp Kunze            |

## Organigramma societario
Area tecnica
- Allenatore: Matthias Maucksch
- Allenatore in seconda: Nico Däbritz, Nikica Maglica
- Preparatore dei portieri: Gunnar Grundmann
- Preparatori atletici:

## Calciomercato

### Sessione estiva
| Acquisti | Acquisti       | Acquisti           | Acquisti |
| R.       | Nome           | da                 | Modalità |
| -------- | -------------- | ------------------ | -------- |
| D        | Jonas Strifler | Hoffenheim         |          |
| A        | Bekim Kastrati | Fortuna Düsseldorf |          |
| C        | Robert Koch    | Borea Dresda       |          |
| A        | Ibad Muhamadu  | Willem II          |          |
| A        | Richard Schöne | Dinamo Dresda U19  |          |
| C        | David Solga    | Wacker Burghausen  |          |
| C        | Mirko Soltau   | Plauen             |          |
| D        | René Trehkopf  | Osnabrück          |          |
| D        | Philipp Zeiger | Dinamo Dresda U19  |          |

| Cessioni | Cessioni            | Cessioni             | Cessioni |
| R.       | Nome                | a                    | Modalità |
| -------- | ------------------- | -------------------- | -------- |
| A        | Ibad Muhamadu       | Dordrecht            |          |
| C        | Michael Kügler      | Sportfreunde Lotte   |          |
| A        | Thomas Bröker       | LR Ahlen             |          |
| D        | Jens Grembowietz    | Preußen Münster      |          |
| C        | Philipp Kötzsch     | Falkensee-Finkenkrug |          |
| D        | Pavel Pergl         | Hapoel Be'er Sheva   |          |
| C        | Aleksandro Petrovic | Dinamo Dresda II     |          |
| C        | Jens Truckenbrod    | Carl Zeiss Jena      |          |

### Sessione invernale
| Acquisti | Acquisti              | Acquisti    | Acquisti |
| R.       | Nome                  | da          | Modalità |
| -------- | --------------------- | ----------- | -------- |
| C        | Christian Mikolajczak | LR Ahlen    |          |
| A        | Tore Gundersen        | Lillestrøm  |          |
| D        | Florian Jungwirth     | Monaco 1860 |          |

| Cessioni | Cessioni       | Cessioni | Cessioni |
| R.       | Nome           | a        | Modalità |
| -------- | -------------- | -------- | -------- |
| A        | Bekim Kastrati | Bonner   |          |
| D        | René Trehkopf  | Chemnitz |          |

## Risultati

### 3. Liga

#### Girone di andata
| Arbitro: | Zwayer |

|  |           |          |
|  | Marcatori | 74’ Vier |

| Arbitro: | Drees |

|  |           |            |
|  | Marcatori | 12’ Savran |

| Arbitro: | Schalk |

|  |           |                                    |
|  | Marcatori | 36’ (rig.) Jungwirth 83’, 84’ Dorn |

| Monaco di Baviera 16 agosto 2009, ore 14:00 CEST 4ª giornata | Bayern Monaco II | 0 – 0 referto | Dinamo Dresda | Grünwalder Stadion (3 350 spett.)\| Arbitro: \| Petersen \| |
| Arbitro:                                                     | Petersen         |               |               |                                                             |

| Arbitro: | Rafati |

|                           |           |  |
| Savran 24’, 70’ Kegel 64’ | Marcatori |  |

| Arbitro: | Metzen |

|                                                    |           |              |
| Semmer 40’ Humbert 41’ Rockenbach 61’ Kammlott 72’ | Marcatori | 87’ Wagefeld |

| Dresda 2 settembre 2009, ore 18:45 CEST 7ª giornata | Dinamo Dresda | 0 – 0 referto | Osnabrück | Rudolf-Harbig-Stadion (12 665 spett.)\| Arbitro: \| Siebert \| |
| Arbitro:                                            | Siebert       |               |           |                                                                |

| Arbitro: | Beitinger |

|             |           |  |
| Piossek 74’ | Marcatori |  |

| Arbitro: | Blos |

|                                    |           |  |
| Wagefeld 31’ Dobrý 39’ Hübener 81’ | Marcatori |  |

| Arbitro: | Benedum |

|                      |           |  |
| Burkhard 18’ Ali 86’ | Marcatori |  |

| Arbitro: | Cortus |

|           |           |            |
| Dobrý 53’ | Marcatori | 29’ Banser |

| Arbitro: | Kunzmann |

|                       |           |  |
| Oehrl 21’, 47’ (rig.) | Marcatori |  |

| Arbitro: | Dittrich |

|                      |           |                                           |
| Savran 25’ Dobrý 37’ | Marcatori | 34’ Haas 42’, 65’ (rig.) Mesic 89’ Zinnow |

| Ingolstadt 23 ottobre 2009, ore 18:30 CEST 14ª giornata | Ingolstadt 04 | 0 – 0 referto | Dinamo Dresda | TUJA-Stadion (4 600 spett.)\| Arbitro: \| Nowak \| |
| Arbitro:                                                | Nowak         |               |               |                                                    |

| Arbitro: | Sönder |

|  |           |                           |
|  | Marcatori | 11’ Steegmann 64’ Zillner |

| Arbitro: | Kampka |

|  |           |                                             |
|  | Marcatori | 3’, 22’ Röttger 36’ (aut.) Kühne 75’ Müller |

| Arbitro: | Aarnink |

|                        |           |  |
| Haller 38’ Beigang 58’ | Marcatori |  |

| Arbitro: | Thomsen |

|                                       |           |                          |
| Savran 7’, 36’ (rig.), 48’ Oppitz 29’ | Marcatori | 20’, 90’ Mayer 25’ Spann |

| Arbitro: | Blos |

|              |           |  |
| Dressler 88’ | Marcatori |  |

#### Girone di ritorno
| Arbitro: | Achmüller |

|                                  |           |                        |
| Schipplock 8’ Fischer 47’ (rig.) | Marcatori | 41’, 85’ (rig.) Savran |

| Arbitro: | Valentin |

|                            |           |             |
| Kegel 18’ Röttger 44’, 61’ | Marcatori | 56’ Reinert |

| Sandhausen 17 marzo 2010, ore 18:30 CET 22ª giornata | Sandhausen | 0 – 0 referto | Dinamo Dresda | Hardtwaldstadion (3 200 spett.)\| Arbitro: \| Nowak \| |
| Arbitro:                                             | Nowak      |               |               |                                                        |

| Arbitro: | Fischer |

|                          |           |  |
| Müller 25’ Gundersen 85’ | Marcatori |  |

| Arbitro: | Sönder |

|                              |           |  |
| Agyemang 38’ Hochscheidt 41’ | Marcatori |  |

| Arbitro: | Seidel |

|               |           |  |
| Gundersen 89’ | Marcatori |  |

| Arbitro: | Kampka |

|             |           |                |
| Schmidt 41’ | Marcatori | 82’ Jungnickel |

| Arbitro: | Valentin |

|                           |           |                           |
| Kegel 25’ Savran 45’, 52’ | Marcatori | 67’ Hünemeier 90’ Öztekin |

| Arbitro: | Seidel |

|             |           |  |
| Sembolo 51’ | Marcatori |  |

| Arbitro: | Kunzmann |

|                   |           |  |
| Savran 75’ (rig.) | Marcatori |  |

| Arbitro: | Welz |

|  |           |          |
|  | Marcatori | 72’ Koch |

| Arbitro: | Cortus |

|          |           |  |
| Koch 51’ | Marcatori |  |

| Arbitro: | Achmüller |

|           |           |  |
| Mesic 77’ | Marcatori |  |

| Arbitro: | Steinberg |

|                         |           |  |
| Röttger 4’ Wagefeld 59’ | Marcatori |  |

| Unterhaching 13 aprile 2010, ore 18:30 CEST 34ª giornata | Unterhaching | 0 – 0 referto | Dinamo Dresda | Generali Sportpark (3 500 spett.)\| Arbitro: \| Benedum \| |
| Arbitro:                                                 | Benedum      |               |               |                                                            |

| Arbitro: | Gorniak |

|  |           |                                        |
|  | Marcatori | 59’ Hähnge 71’ Truckenbrod 79’ Amrhein |

| Arbitro: | Aarnink |

|  |           |                             |
|  | Marcatori | 28’ Stoilov 65’ Schlauderer |

| Arbitro: | Bandurski |

|                          |           |  |
| Spann 28’, 37’ Mayer 30’ | Marcatori |  |

| Arbitro: | Hartmann |

|                                |           |                               |
| Kegel 2’ Koch 28’ Petrovic 42’ | Marcatori | 60’ Asaeda 78’ (rig.) Fischer |

### Coppa di Germania
| Arbitro: | Wagner |

|  |           |                                   |
|  | Marcatori | 12’ Kluge 25’ Mintál 53’ Gündoğan |

## Statistiche

### Statistiche di squadra
| Competizione      | Punti | In casa | In casa | In casa | In casa | In casa | In casa | In trasferta | In trasferta | In trasferta | In trasferta | In trasferta | In trasferta | Totale | Totale | Totale | Totale | Totale | Totale | DR  |
| Competizione      | Punti | G       | V       | N       | P       | Gf      | Gs      | G            | V            | N            | P            | Gf           | Gs           | G      | V      | N      | P      | Gf     | Gs     | DR  |
| ----------------- | ----- | ------- | ------- | ------- | ------- | ------- | ------- | ------------ | ------------ | ------------ | ------------ | ------------ | ------------ | ------ | ------ | ------ | ------ | ------ | ------ | --- |
| 3. Liga           | 50    | 19      | 11      | 2       | 6       | 29      | 24      | 19           | 3            | 6            | 10           | 10           | 22           | 38     | 14     | 8      | 16     | 39     | 46     | -7  |
| Coppa di Germania | -     | 1       | 0       | 0       | 1       | 0       | 3       | 0            | 0            | 0            | 0            | 0            | 0            | 1      | 0      | 0      | 1      | 0      | 3      | -3  |
| Totale            | 50    | 20      | 11      | 2       | 7       | 29      | 27      | 19           | 3            | 6            | 10           | 10           | 22           | 39     | 14     | 8      | 17     | 39     | 49     | -10 |

### Andamento in campionato
| Giornata  | 1  | 2 | 3  | 4  | 5 | 6  | 7  | 8  | 9  | 10 | 11 | 12 | 13 | 14 | 15 | 16 | 17 | 18 | 19 | 20 | 21 | 22 | 23 | 24 | 25 | 26 | 27 | 28 | 29 | 30 | 31 | 32 | 33 | 34 | 35 | 36 | 37 | 38 |
| --------- | -- | - | -- | -- | - | -- | -- | -- | -- | -- | -- | -- | -- | -- | -- | -- | -- | -- | -- | -- | -- | -- | -- | -- | -- | -- | -- | -- | -- | -- | -- | -- | -- | -- | -- | -- | -- | -- |
| Luogo     | C  | T | C  | T  | C | T  | C  | T  | C  | T  | C  | T  | C  | T  | C  | T  | T  | C  | T  | T  | C  | T  | C  | T  | C  | T  | C  | T  | C  | T  | C  | T  | C  | T  | C  | C  | T  | C  |
| Risultato | P  | V | P  | N  | V | P  | N  | P  | V  | P  | N  | P  | P  | N  | P  | V  | P  | V  | P  | N  | V  | N  | V  | P  | V  | N  | V  | P  | V  | V  | V  | P  | V  | N  | P  | P  | P  | V  |
| Posizione | 17 | 9 | 14 | 13 | 9 | 14 | 14 | 16 | 14 | 16 | 15 | 18 | 18 | 17 | 19 | 18 | 20 | 18 | 19 | 20 | 19 | 19 | 17 | 19 | 18 | 16 | 14 | 14 | 13 | 10 | 9  | 9  | 9  | 9  | 10 | 11 | 12 | 12 |

Legenda:

Luogo: C = Casa; T = Trasferta. Risultato: V = Vittoria; N = Pareggio; P = Sconfitta.

### Statistiche dei giocatori
| Giocatore      | 3. Liga  | 3. Liga | 3. Liga     | 3. Liga    | Coppa di Germania | Coppa di Germania | Coppa di Germania | Coppa di Germania | Totale   | Totale | Totale      | Totale     |
| Giocatore      | Presenze | Reti    | Ammonizioni | Espulsioni | Presenze          | Reti              | Ammonizioni       | Espulsioni        | Presenze | Reti   | Ammonizioni | Espulsioni |
| -------------- | -------- | ------- | ----------- | ---------- | ----------------- | ----------------- | ----------------- | ----------------- | -------- | ------ | ----------- | ---------- |
| O. Birnbaum    | 0        | 0       | 0           | 0          | 0                 | 0                 | 0                 | 0                 | 0        | 0      | 0           | 0          |
| C. Cozza       | 13       | 0       | 3           | 0          | 1                 | 0                 | 0                 | 0                 | 14       | 0      | 3           | 0          |
| P. Dobrý       | 32       | 3       | 2           | 0          | 1                 | 0                 | 0                 | 0                 | 33       | 3      | 2           | 0          |
| B. Girke       | 0        | 0       | 0           | 0          | 0                 | 0                 | 0                 | 0                 | 0        | 0      | 0           | 0          |
| T. Gundersen   | 9        | 2       | 0           | 0          | 0                 | 0                 | 0                 | 0                 | 9        | 2      | 0           | 0          |
| T. Hübener     | 32       | 1       | 8           | 0          | 1                 | 0                 | 0                 | 0                 | 33       | 1      | 8           | 0          |
| L. Jungnickel  | 16       | 1       | 5           | 1          | 0                 | 0                 | 0                 | 0                 | 16       | 1      | 5           | 1          |
| F. Jungwirth   | 11       | 0       | 2           | 0          | 0                 | 0                 | 0                 | 0                 | 11       | 0      | 2           | 0          |
| B. Kastrati    | 8        | 0       | 2           | 0          | 0                 | 0                 | 0                 | 0                 | 8        | 0      | 2           | 0          |
| M. Kegel       | 31       | 4       | 4           | 0          | 0                 | 0                 | 0                 | 0                 | 31       | 4      | 4           | 0          |
| A. Keller      | 37       | 0       | 0           | 0          | 1                 | 0                 | 0                 | 0                 | 38       | 0      | 0           | 0          |
| B. Kirsten     | 1        | 0       | 0           | 0          | 0                 | 0                 | 0                 | 0                 | 1        | 0      | 0           | 0          |
| C. Klippel     | 3        | 0       | 0           | 0          | 0                 | 0                 | 0                 | 0                 | 3        | 0      | 0           | 0          |
| R. Koch        | 20       | 3       | 4           | 0          | 0                 | 0                 | 0                 | 0                 | 20       | 3      | 4           | 0          |
| S. Kunze       | 4        | 0       | 1           | 0          | 0                 | 0                 | 0                 | 0                 | 4        | 0      | 1           | 0          |
| O. Merkel      | 1        | 0       | 0           | 0          | 0                 | 0                 | 0                 | 0                 | 1        | 0      | 0           | 0          |
| C. Mikolajczak | 13       | 0       | 2           | 0          | 0                 | 0                 | 0                 | 0                 | 13       | 0      | 2           | 0          |
| I. Muhamadu    | 3        | 0       | 0           | 0          | 1                 | 0                 | 0                 | 0                 | 4        | 0      | 0           | 0          |
| G. Müller      | 34       | 2       | 1           | 0          | 1                 | 0                 | 0                 | 0                 | 35       | 2      | 1           | 0          |
| R. Nikol       | 30       | 0       | 6           | 0          | 1                 | 0                 | 0                 | 0                 | 31       | 0      | 6           | 0          |
| V. Oppitz      | 21       | 1       | 3           | 0          | 1                 | 0                 | 0                 | 0                 | 22       | 1      | 3           | 0          |
| M. Palionis    | 28       | 0       | 2           | 0          | 1                 | 0                 | 0                 | 0                 | 29       | 0      | 2           | 0          |
| A. Petrovic    | 23       | 1       | 6           | 0          | 0                 | 0                 | 0                 | 0                 | 23       | 1      | 6           | 0          |
| S. Pfeffer     | 7        | 0       | 0           | 0          | 1                 | 0                 | 1                 | 0                 | 8        | 0      | 1           | 0          |
| T. Röttger     | 20       | 5       | 4           | 0          | 0                 | 0                 | 0                 | 0                 | 20       | 5      | 4           | 0          |
| H. Savran      | 35       | 12      | 7           | 0          | 1                 | 0                 | 1                 | 0                 | 36       | 12     | 8           | 0          |
| T. Schmidt     | 4        | 0       | 1           | 0          | 0                 | 0                 | 0                 | 0                 | 4        | 0      | 1           | 0          |
| R. Schöne      | 0        | 0       | 0           | 0          | 0                 | 0                 | 0                 | 0                 | 0        | 0      | 0           | 0          |
| D. Solga       | 3        | 0       | 2           | 0          | 0                 | 0                 | 0                 | 0                 | 3        | 0      | 2           | 0          |
| M. Soltau      | 9        | 0       | 0           | 0          | 1                 | 0                 | 0                 | 0                 | 10       | 0      | 0           | 0          |
| J. Strifler    | 26       | 0       | 4           | 0          | 0                 | 0                 | 0                 | 0                 | 26       | 0      | 4           | 0          |
| R. Trehkopf    | 14       | 0       | 1           | 0          | 1                 | 0                 | 0                 | 0                 | 15       | 0      | 1           | 0          |
| M. Wagefeld    | 20       | 3       | 5           | 0          | 1                 | 0                 | 0                 | 0                 | 21       | 3      | 5           | 0          |
| P. Walther     | 1        | 0       | 0           | 0          | 0                 | 0                 | 0                 | 0                 | 1        | 0      | 0           | 0          |
| P. Zeiger      | 16       | 0       | 2           | 0          | 0                 | 0                 | 0                 | 0                 | 16       | 0      | 2           | 0          |